# Denys Prokopenko

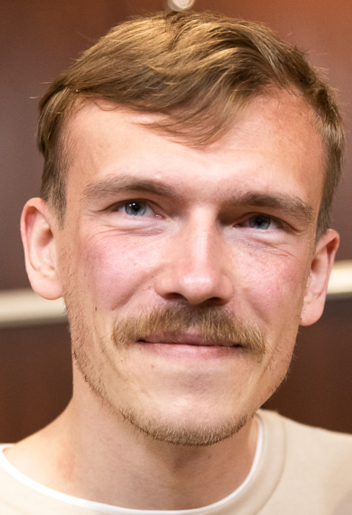
Denys Prokopenko, Oktober 2022

Denys Hennadijowytsch Prokopenko (ukrainisch Денис Геннадійович Прокопенко; * 27. Juni 1991) ist ein ukrainischer Oberstleutnant der Nationalgarde der Ukraine und Kommandeur des der Nationalgarde unterstellten Regiments Asow.
Seit 2014 ist er in den Streitkräften der Ukraine aktiv und kämpfte im russisch-ukrainischen Krieg gegen pro-russische Separatisten im Donbass, im Frühjahr 2022 in der nach dem russischen Überfall auf die Ukraine begonnenen Schlacht um Mariupol.

## Kindheit, Jugend und Bildung
Prokopenko hat karelische Vorfahren. Sein Großvater sei nach seinen Angaben das einzige Mitglied seiner Familie, das seinen Dienst in den finnischen Streitkräften zur Abwehr der Roten Armee überlebt habe, als die Sowjetunion im russisch-finnischen Winterkrieg von 1939 bis 1940 in Finnland einmarschierte und Karelien besetzt habe. Folglich betrachte Prokopenko die Verteidigung der Ukraine als Familienangelegenheit:

„Es fühlt sich an, als hätte ich denselben Krieg fortgesetzt, nur an einem anderen Abschnitt der Front, einen Krieg gegen das Besatzungsregime des Kremls. Mein Großvater hatte so einen schrecklichen Hass auf den Kommunismus, auf den Bolschewismus, auf die Sovok … Können Sie sich vorstellen, wie es ist, Ihre Familie zu verlieren? Ich meine, alle seine Brüder sind umgekommen, seine Verwandten …“

Prokopenko studierte germanische Philologie an der Nationalen Linguistischen Universität Kiew, wo er einen Abschluss mit Spezialisierungen in den Fächern Pädagogik und Englisch erwarb.
Vor seiner militärischen Karriere gehörte Prokopenko Medienberichten zufolge einer rechtsextrem geprägten Hooligan-Vereinigung aus dem Umfeld von Dynamo Kiew an und werde noch heute via Grußadressen wie 2023 durch die rechtsextreme Splitterpartei Der III. Weg" in der rechtsextremen Szene verehrt.

## Militärische Karriere
2014 begann er an militärischen Operationen in der Ostukraine teilzunehmen und übernahm im September 2017 das Kommando über einen Zug und eine Kompanie des Bataillons Asow.
In einem Interview im Juli 2016 beschrieb Prokopenko die Verbesserung der militärischen Fähigkeiten, die er in seinen Truppen beaufsichtigte:

„Unsere Mission ist es, eine neue Art von Armee aufzubauen. Obwohl wir viele erfahrene Jungs aus dem alten Kader verloren haben, sind wir quantitativ und qualitativ gewachsen. Disziplin und Kampfeffizienz haben sich verbessert. Früher hatten wir Schreckschusspistolen und abgesägte Schrotflinten; jetzt haben wir die Möglichkeit, mit taktischen Panzergruppen, gepanzerten Fahrzeugen und Artillerieunterstützung zusammenzuarbeiten. Wir haben unsere militärwissenschaftliche Doktrin schrittweise entwickelt – beginnend mit der Praxis, nicht mit der Theorie. Im Laufe des Trainings und der Kämpfe beherrschten die Jungs Taktik und Handfeuerwaffen. Viele neue Möglichkeiten haben sich uns eröffnet: Wir können unabhängig an der Front operieren, frei von anderen Untereinheiten, die uns im Kampfbetrieb ständig im Stich lassen.“

2017 übernahm Prokopenko das Kommando des Asow-Regiments. Anders als seine Vorgänger, die ihre prominente Position als Sprungbrett für politische Karrieren nutzten, konzentrierte sich Prokopenko ausschließlich auf militärische Angelegenheiten wie Trainings, Waffenbesorgung und die Einsatzleitung vor Ort. Seine Amtszeit dauerte länger als die aller anderen Kommandeure zusammen und seine unpolitische Haltung machte eine Normalisierung der Beziehungen zu US-Beratern möglich. Während der Zeremonien zur Feier des ukrainischen Unabhängigkeitstages am 24. August 2019 auf der Chreschtschatyk in Kiew wurde Prokopenko vom neu gewählten ukrainischen Präsidenten Wolodymyr Selenskyj der Bohdan-Chmelnyzkyj-Orden verliehen. Prokopenko zeigte Selenskyj dabei keinen militärischen Gruß, was von Beobachtern als Demarche interpretiert wurde. Vermutet wurde, dass Prokopenko den neu gewählten Selenskyj verdächtigte, pro-russisch zu sein.

### Russische Invasion der Ukraine 2022

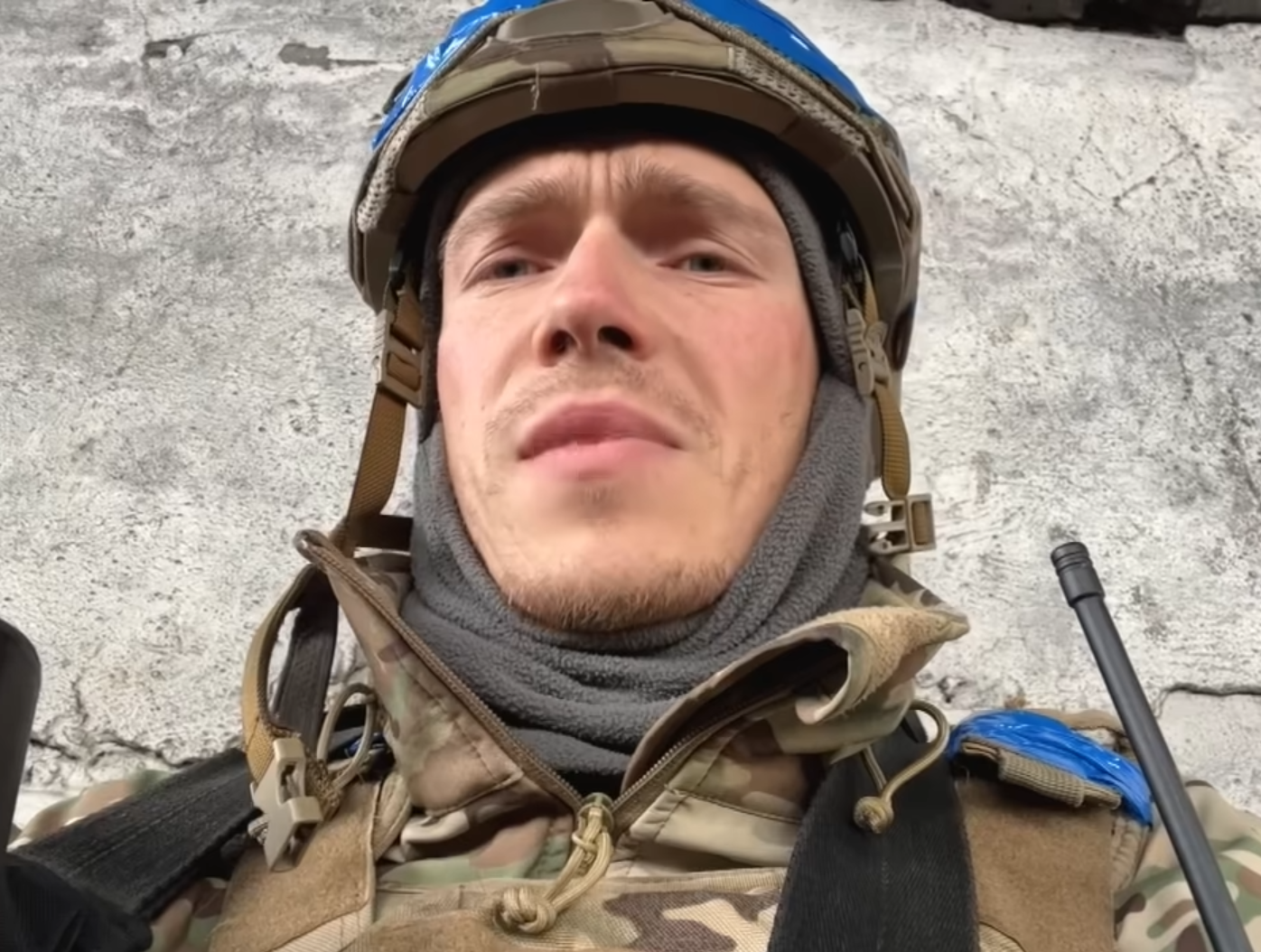
Denys Prokopenko, März 2022

Nach der russischen Invasion in der Ukraine im Februar 2022 zeichnete Prokopenko am 7. März 2022 eine Videobotschaft auf, in der er dazu aufrief, den Luftraum über der Ukraine zu schließen, um einen humanitären Zusammenbruch in Mariupol abzuwenden, da „der Feind die Regeln des Krieges bricht, indem er die Zivilbevölkerung beschießt und die Infrastruktur der Stadt zerstört; der Feind unterwirft Mariupol einem weiteren Völkermord.“ Am 19. März 2022 verlieh Präsident Wolodymyr Selenskyj Prokopenko und dem Kommandanten der 36. Marinebrigade, Wolodymyr Baranjuk, die höchste Auszeichnung des Landes Held der Ukraine „für Tapferkeit, für effektive Taktiken zur Abwehr feindlicher Angriffe und für den Schutz der Heldenstadt Mariupol“.
Im April 2022 trat Prokopenko erneut in einer Videobotschaft auf und warf Russland den Einsatz von international geächteten Phosphorbomben und Chemiewaffen vor; aber letztere seien kaum nachweisbar, weil das „Epizentrum des Angriffs […] nicht in der Nähe“ von Menschen war und der „Kontakt minimal“ gewesen sei. Prokopenko beklagte sich ferner über tausende tote Zivilisten infolge russischen Bombardements auf Mariupol.
Prokopenko ging am 20. Mai 2022 in russische Kriegsgefangenschaft. Am 21. September 2022 kam er im Rahmen eines durch die Türkei vermittelten Gefangenenaustauschs frei; dabei durften Prokopenko und weitere Kommandeure im Gegensatz zu anderen Asow-Kämpfern jedoch nicht in die Ukraine zurückkehren, sondern waren verpflichtet, bis Kriegsende in der Türkei zu bleiben. Bewegungsfreiheit und Kommunikation mit der Öffentlichkeit waren zunächst eingeschränkt.
Am 8. Juli 2023 wurde er mit weiteren Asow-Kommandeuren nach einem Türkei-Besuch des ukrainischen Präsidenten in die Freiheit entlassen. Sie kehrten noch am selben Tag in die Ukraine zurück, wo sie in Lwiw von feiernden Mengen empfangen wurden. Putins Sprecher Dimitri Peskow bezeichnete den Akt als „Verstoß der Türkei“ gegen den Vertrag und kündigte einmal mehr an, das Getreideabkommen nicht verlängern zu wollen.  Am 17. Juli kündigte Prokopenko in einer Pressemitteilung von Asow an, dass er seinen Militärdienst wieder aufnehmen und das Kommando über die Asow-Brigade übernehmen werde. Am 4. August 2023 nahm Prokopenko an taktischen Übungen des Personals teil. Am 23. August 2023 veröffentlichte der Pressedienst von Asow ein Foto am Kommandoposten an der Front, der anlässlich eines Nationalfeiertags eine Flagge hält.

## Auszeichnungen
- Held der Ukraine – für Mut und Heldentum bei der Verteidigung der staatlichen Souveränität und territorialen Integrität der Ukraine und Treue zu seinem Militäreid (19. März 2022)
- Bohdan-Chmelnyzkyj-Orden – für große persönliche Beiträge zur Stärkung der nationalen Verteidigungsfähigkeiten der ukrainischen Nation, Mut in Feindseligkeiten, vorbildliche Erfüllung offizieller Pflichten und hohes Maß an Professionalität
- Medaille für den Militärdienst in der Ukraine – für individuelle Tapferkeit und hohes Maß an Professionalität bei der Verteidigung der staatlichen Souveränität und territorialen Integrität der Ukraine.[20]

## Trivia
Prokopenko ist Ultra des Fußballklubs Dynamo Kiew.
Er ist auch unter dem Namen Redis bekannt – ein Spitzname aus seiner Zeit als Fußballfan, der zu seinem militärischen Rufzeichen wurde. Berichten zufolge sprechen seine Untergebenen ihn informell mit „Bruder Redis“ oder „Genosse Redis“ an.